# Marinjär
Marinjär var en titel för en soldat i en marin fästning och motsvaras idag närmast av pjäsbesättningen på ett fast kustartilleribatteri. Ordet bör inte förväxlas med sjöofficer, sjöman, marinofficer eller marinsoldat.